# ليزبوا (محطة مترو أنفاق مدريد)
ليزبوا (بالإسبانية: Lisboa)‏ هي محطة مترو أنفاق في مدريد في إسبانيا، تقع على الخط رقم 12.